# Blood of the Leopard
Pour plus de détails, voir Fiche technique et Distribution.
Blood of the Leopard (chinois : 血豹 ; pinyin : Xue bao) est un film dramatique taïwanais réalisé par Chien Lung et sorti en 1972.

## Fiche technique
- Titre : Blood of the Leopard
- Titre original : 血豹 (Xue bao)
- Réalisation : Lung Chien
- Scénario : Chun Ku
- Musique :
- Photographie : Wan-Wen Liao
- Montage :
- Pays d'origine : Tai-wan
- Langue originale : mandarin
- Format : couleur
- Genre :
- Durée : 97 minutes
- Dates de sortie :
  - Hong Kong : 1972
  - Singapour : 19 juin 1972
  - Taïwan : 1er septembre 1972

## Distribution
- Yee Yuen
- Kong Ban
- Wang Tai Lang
- Chen Hung-lieh
- Cheung Ching Ching
- Ma Kei
- Got Siu Bo
- O Yau Man
- Hon Kong